# Boreray Cottage

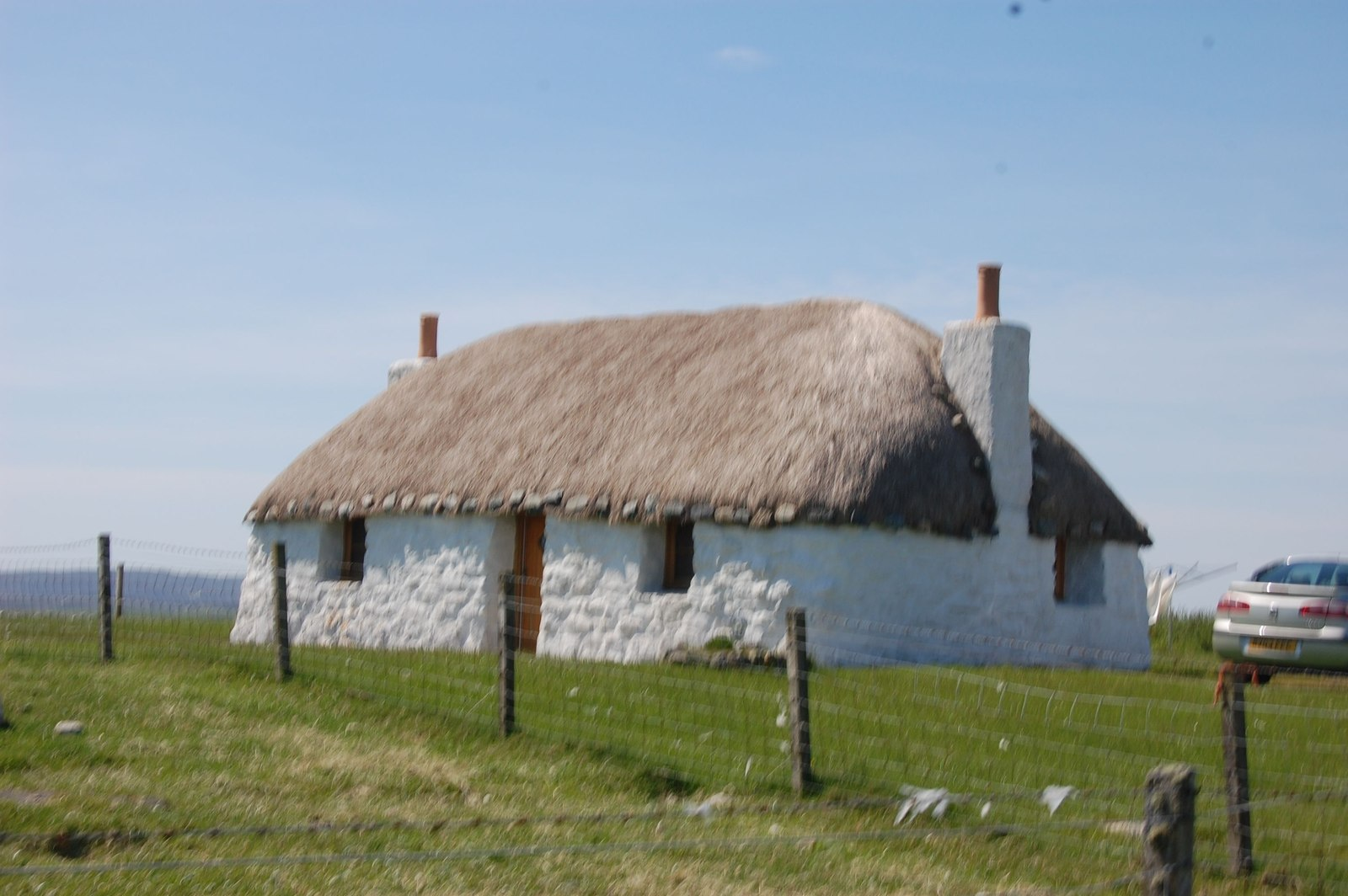
Boreray Cottage

Boreray Cottage ist ein Cottage auf der schottischen Hebrideninsel North Uist. 2019 wurde das Gebäude in die schottischen Denkmallisten in der Kategorie C aufgenommen.

## Geschichte
Auf der ersten Karte der Ordnance Survey aus dem Jahre 1878 ist am Standort eine aus sieben Gehöften bestehende Croftersiedlung verzeichnet. Das Boreray Cottage ist auf dieser Karte nicht verzeichnet. Es erscheint erst auf der Karte von 1968. Es wurde im frühen 20. Jahrhundert, vermutlich in den 1920er Jahren errichtet. Bauherr war der Bruder Donald McDougall, der von Boreray nach North Uist übersiedelte, woraus sich auch die Bezeichnung des Gebäudes ableitet. Sein Bruder errichtete zur selben Zeit das nahegelegene Tigh Na Boireach. Mit seinem Baujahr in den 1920er Jahren ist das Cottage im traditionellen Stil ein spätes Beispiel dieses Bautyps, das belegt, dass auf den Äußeren Hebriden in diesem Zeitraum weiterhin traditionelle Cottages entstanden, während anderenorts bereits neuere Bautypen vorherrschten. Um die Jahrhundertwende wurde Boreray Cottage zu einem Ferienhaus umgebaut.

## Beschreibung
Boreray Cottage steht nahe der Nordküste von North Uist zwischen den Siedlungen Trumisgarry und Newton. Es handelt sich um ein Cottage im traditionellen Stil einer Crofter-Behausung. Das eingeschossige, längliche Gebäude schließt mit einem strandhafergedeckten Walmdach mit offenem Dachstuhl. Ein Drahtnetz mit beschwerenden Steinen fixiert die Eindeckung. Der Dachstuhl liegt im North-Uist-typischen Stil auf der Außenseite des Mauerwerks auf, wobei die Stroheindeckung übersteht. Sein flaches, mächtiges, mit Kalk geweißtes Mauerwerk besteht aus Feldstein. Zum Schutz vor starken Winden sind die Gebäudekanten gerundet ausgeführt. Die südostexponierte Hauptfassade ist drei Achsen weit. In die rückwärtige Fassade sowie die südwestexponierte Fassade sind jeweils ein Sprossenfenster eingelassen. Von beiden Walmen ragen traufständige Kamine auf.
Nordwestlich befindet sich ein kleines Außengebäude, das mit einem Trockenmauerwerk aus Feldstein aufgemauert ist. Es verfügt über eine Tür- aber keine Fensteröffnungen. Es schließt ebenfalls mit einem Strohdach.
Es handelt sich um die seltenen Reste der traditionellen reetgedeckten Cottages der Hebriden und westlichen Highlands. 2016 wurde geschätzt, dass nur etwa 200 Gebäude dieses Bautyps in Schottland erhalten geblieben sind, davon 54 auf den Äußeren Hebriden.